# Ерленбах код Марктхајденфелда
Ерленбах код Марктхајденфелда (њем. Erlenbach bei Marktheidenfeld) општина је у њемачкој савезној држави Баварска. Једно је од 40 општинских средишта округа Мајна-Шпесарт. Према процјени из 2010. у општини је живјело 2.409 становника. Посједује регионалну шифру (AGS) 9677125.

## Географски и демографски подаци
Ерленбах код Марктхајденфелда се налази у савезној држави Баварска у округу Мајна-Шпесарт. Општина се налази на надморској висини од 208 метара. Површина општине износи 15,3 km². У самом мјесту је, према процјени из 2010. године, живјело 2.409 становника. Просјечна густина становништва износи 157 становника/km².